# Neoxorides tenuis
Neoxorides tenuis là một loài tò vò trong họ Ichneumonidae.